# 楊博崴
楊博崴（よう はくわい、1998年1月3日 - ）は台湾の囲碁棋士。台湾棋院所属、六段。海峰杯プロ囲棋戦優勝など。

## 経歴
4歳で囲碁を学ぶ。2007年に双十杯アマチュア囲碁選手権に準優勝。2010年台湾棋院院生杯優勝。2011年入段。同年感恩杯新鋭錬磨戦3位。2012年二段。2013年三段、思源杯プロ囲棋戦優勝。2014年海峰杯プロ囲棋戦に優勝し、五段昇段。2018年六段。
2015年、中国囲棋丙級リーグに海峰棋院チームで出場。

### タイトル歴
- 思源杯プロ囲棋戦 2013年
- 海峰杯プロ囲棋戦 2014年
- 新人王戦 2018年

### 他の棋歴
- 関西棋院台湾棋院交流戦
  - 2011年 1-0（○出口万里子）
  - 2013年 1-0（○谷口徹）
  - 2014年 3-0（○谷口徹、○畠中星信、○余正麒）
- 天元戦 挑戦者 2018年
- 中国囲棋リーグ
  - 2015年丙級（海峰棋院）5-2
  - 2016年丙級（海峰棋院）